# 14963 Toshikazu
14963 Toshikazu este un asteroid din centura principală de asteroizi.

## Descriere
14963 Toshikazu este un asteroid din centura principală de asteroizi. A fost descoperit pe 11 octombrie 1996 la Nanyo de Tomimaru Okuni. Asteroidul prezintă o orbită caracterizată de o semiaxă mare de 3,15 ua, o excentricitate de 0,17 și o înclinație de 1,6° în raport cu ecliptica.